# Operativer Rang
Der Operative Rang ist eine Auswertungsmethodik im Rahmen des Konzeptes indexierte operative Leistungsmessung. Der Operative Rang ist der Perzentilrang einer Kennzahl von Vergleichsunternehmen, sogenannten Peer Unternehmen. In der indexierten operativen Leistungsmessung wird der Operative Rang verwendet, um Finanzkennzahlen universell vergleichbar zu machen und unabhängig von externen Effekten darzustellen. In der allgemeineren Wortverwendung wird die graphische Darstellung selbst (siehe unten) auch als Operativer Rang bezeichnet.

## Beispiel
Die Abbildung unten weist den Operativen Rang aus. Der Operative Rang der Kennzahl EBIT Marge ist als orange Linie eingetragen. Neben dem Median (auch als Operativer Index bezeichnet) der Vergleichsunternehmen als blaue Line sind in der Graphik auch die Grenzen des ersten und dritten Quartils (Grenzen der blauen Schattierungen) eingetragen. In den blauen Flächen befinden sich also die EBIT-Margen von 50 % aller Vergleichs- rsp. Peerunternehmen.

## Bonusziele auf Basis des Operativen Rangs
Bonusziele können mittels des Operativen Rangs gesetzt werden, um externe Einflüsse in der Leistungsmessung zu reduzieren (siehe leistungsorientierte Vergütung). Ein Beispiel indexierter Bonusziele ist der Bonusindex, der vom Zürcher Finanzforschungsunternehmen Obermatt jährlich die Operativen Ränge für die deutschen HDAX-Unternehmen und die Schweizer SMI- und SPI-Unternehmen publiziert. Auf dieser Basis werden mit folgender Formel Bonusmultiplikatoren berechnet: Bonusmultiplikator = 4 * (Operativer Rang) – 1. Unter dem Bonusmultiplikator wird der Faktor verstanden mit welchem der erwartete Durchschnittsbonus (auch Zielbonus genannt; entspricht der typischerweise in der Vergangenheit ausbezahlten Bonushöhe) multipliziert wird um den in einer bestimmten Periode verdiente Bonus zu berechnen. Folgende Graphik veranschaulicht die Zuordnung von Bonusmultiplikator zu Operativem Rang:
Bei einem Operativen Rang von 50 (entspricht einer Leistung, die besser ist als 50 % der Wettbewerber), ist im Bonusindex die typische Bonushöhe, rsp. der Zielbonus verdient. Bei einem Rang von 75 wird der zweifache Bonus ausbezahlt. Mit diesem Rang ist das Unternehmen besser als 75 % aller Wettbewerber. Unter dem Operativen Rang von 25 wird nichts mehr ausbezahlt und der maximale Bonusmultiplikator beträgt beim Bonusindex der dreifache Zielbonus.

## Querverweise
- Operatives Alpha
- Operatives Radar
- Operativer Beitrag